# Egor Bulyčov e altri
Egor Bulyčov e altri (Егор Булычов и другие) è un film del 1971 diretto da Sergej Aleksandrovič Solov'ëv.